# Se ditt folk vill gå in på bönens väg
Se ditt folk vill gå in på bönens väg är en psalm med text och musik från 1987 av Roland Utbult.

## Publicerad i
- Segertoner 1988 som nr 482 under rubriken "Att leva av tro - Bönen".[1]